# Cussay
Cussay és un municipi francès, situat al departament de l'Indre i Loira i a la regió de Centre – Vall del Loira. L'any 2007 tenia 570 habitants.

## Demografia

### Població
El 2007 la població de fet de Cussay era de 570 persones. Hi havia 231 famílies, de les quals 57 eren unipersonals (20 homes vivint sols i 37 dones vivint soles), 89 parelles sense fills, 73 parelles amb fills i 12 famílies monoparentals amb fills.
La població ha evolucionat segons el següent gràfic:
Habitants censats

### Habitatges
El 2007 hi havia 312 habitatges, 229 eren l'habitatge principal de la família, 63 eren segones residències i 19 estaven desocupats. Tots els 311 habitatges eren cases. Dels 229 habitatges principals, 191 estaven ocupats pels seus propietaris, 33 estaven llogats i ocupats pels llogaters i 5 estaven cedits a títol gratuït; 2 tenien una cambra, 12 en tenien dues, 44 en tenien tres, 72 en tenien quatre i 99 en tenien cinc o més. 149 habitatges disposaven pel capbaix d'una plaça de pàrquing. A 92 habitatges hi havia un automòbil i a 113 n'hi havia dos o més.

### Piràmide de població
La piràmide de població per edats i sexe el 2009 era:
| Homes | Edats   | Dones |
| ----- | ------- | ----- |
| 0     | 95 o +  | 4     |
| 0     | 90 a 94 | 0     |
| 0     | 85 a 89 | 4     |
| 4     | 80 a 84 | 12    |
| 12    | 75 a 79 | 20    |
| 16    | 70 a 74 | 12    |
| 12    | 65 a 69 | 20    |
| 12    | 60 a 64 | 12    |
| 12    | 55 a 59 | 4     |
| 24    | 50 a 54 | 16    |
| 8     | 45 a 49 | 16    |
| 20    | 40 a 44 | 8     |
| 40    | 35 a 39 | 28    |
| 16    | 30 a 34 | 24    |
| 20    | 25 a 29 | 12    |
| 20    | 20 a 24 | 8     |
| 8     | 15 a 19 | 8     |
| 8     | 10 a 14 | 28    |
| 32    | 5 a 9   | 12    |
| 24    | 0 a 4   | 16    |

## Economia
El 2007 la població en edat de treballar era de 352 persones, 251 eren actives i 101 eren inactives. De les 251 persones actives 231 estaven ocupades (131 homes i 100 dones) i 19 estaven aturades (6 homes i 13 dones). De les 101 persones inactives 43 estaven jubilades, 29 estaven estudiant i 29 estaven classificades com a «altres inactius».

### Ingressos
El 2009 a Cussay hi havia 239 unitats fiscals que integraven 604 persones, la mediana anual d'ingressos fiscals per persona era de 16.922 €.

### Activitats econòmiques
Dels 16 establiments que hi havia el 2007, 1 era d'una empresa alimentària, 1 d'una empresa de fabricació de material elèctric, 2 d'empreses de fabricació d'altres productes industrials, 4 d'empreses de construcció, 4 d'empreses de comerç i reparació d'automòbils, 1 d'una empresa d'hostatgeria i restauració, 1 d'una empresa immobiliària, 1 d'una empresa de serveis i 1 d'una empresa classificada com a «altres activitats de serveis».
Dels 5 establiments de servei als particulars que hi havia el 2009, 1 era un taller de reparació d'automòbils i de material agrícola, 2 paletes, 1 lampisteria i 1 agència immobiliària.
Dels 3 establiments comercials que hi havia el 2009, 1 era una botiga de menys de 120 m², 1 una fleca i 1 una botiga d'electrodomèstics.
L'any 2000 a Cussay hi havia 33 explotacions agrícoles que ocupaven un total de 1.660 hectàrees.

## Equipaments sanitaris i escolars
El 2009 hi havia una escola elemental.

## Poblacions més properes
El següent diagrama mostra les poblacions més properes.